# Папа Агапит II
Папа Агапије II (лат. Agapetus II; умро 8. новембра 955.) је био 129. папа римокатоличке цркве од 10. маја 946. године до своје смрти. 

## Биографија
Агапије је рођен у римској племићкој породици. Његов отац потиче од Аниција Фауста Албина Василија, римског конзула (541). Агапијев понтификат отпочео је 10. маја 946. године после смрти папе Марина II. Алберик II од Сполета (932-954), син Марозије и самозвани "принц и сенатор Рима", оставио је Агапију надлежност над чисто црквеним питањима док се сам побринуо за административни аспект папства. Алберик се користио тензијама између краљева Италије, Беренгара II и Отона I, да самостално влада Римом. Папа је позвао Отона да интервенише у Риму. Међутим, посланици које је послао Отон дошли су код Алберика, а не код Агапија. Агапије је интервенисао у спору око надбискупске столице у Ремсу. Наредио је да се одржи сабор у Ингелхејму (948) на коме би се решио сукоб Ига од Вермандоа и Арталда од Ремса. Послао је свог легата, Мартина од Бомарза, да делује у његово име. Сам папа је великом броју бискупа писао писма, тражећи од њих да присуствују сабору. Папа је изразио подршку француском краљу Лују IV и Арталду. Након овог, одржан је још један сабор, овога пута у Тријеру. Папу је поново представљао легат Мартин. Агапије је 949. године у Риму одржао сабор на коме је потврдио одлуке ова два сабора. Иго, као и његов отац Херберт II, су екскомуницирани због сукоба са француским краљем Лујем. 
Агапије је булама даровао привилегије бројним манастирима у Немачкој и Француској. Подржавао је Отонову политику реструктурирања бискупија у Немачкој која је на крају прекинута због притиска Вилијама од Мајнца. Агапије је 948. године одобрио надбискупу Хамбурга да посвећује епископе у Данској и другим земљама северне Европе у име папе. Папа је краљу Фроду VI од Јиланда послао мисионаре. Интервенисао је у спору између Херхолда, надбискупа Салцбурга и Жерарда, епископа Лауријакума око јурисдикције над Панонијом. Агапије је надлежност над Западном Панонијом дао Херхолду, док је источни део, заједно са територијама које су освојили Авари и Моравци, припао Жерарду. У Италији, Агапије је писао војводама Беневента и Капуе, захтевајући да се монасима врате манастири из којих су расељени. Сменио је епископе Термолија и Тривента који су оптужени за симонију. 
Агапије је умро 8. новембра 955. године. Наследио га је Албериков син, Јован XII. Сахрањен је у Латеранској базилици у близини гровница Лава V и Паскала II. 